# لورنز کنوفرل
لورنز کنوفرل (انگلیسی: Lorenz Knöferl؛ زادهٔ ۴ مهٔ ۲۰۰۳) بازیکن فوتبال است.
وی همچنین در تیم ملی فوتبال جوانان آلمان بازی کرده‌است.